# Francisco Javier Sáiz Soria
Francisco Javier 'Javi' Sáiz Soria (nascut el 16 de maig de 1984 a Conca, Castella-la Manxa ) és un antic futbolista professional espanyol que va jugar com a defensa central o migcampista defensiu.